# Asptjärnen (Ljusdals socken, Hälsingland)
Asptjärnen är en sjö i Ljusdals kommun i Hälsingland och ingår i Ljusnans huvudavrinningsområde.